# Ndoto Za Elibidi
Ndoto Za Elibidi es una película del año 2010, dirigida por Nick Reding y Kamau wa Ndung’u.

## Sinopsis
Ndoto Za Elibidi fue concebida como una obra de teatro interpretada por actores procedentes de las chabolas de Nairobi. La historia se centra en los temas de la aceptación del otro y del amor. Los personajes de los padres, sus cuatro hijas y los novios, se enfrentan al sida y a la vida en el gueto. En un constante ir y venir de la ficción al documental, de la obra original a los lugares reales, la película ofrece dos viajes paralelos: la historia en sí y la historia a través del público que ve la obra de teatro.

## Premios
- Zanzíbar 2010.
- Mejor largometraje. Kalasha Awards 2010.[3]